# Vórtice de punta de ala
Los vórtices de punta de ala son patrones circulares de aire en rotación que quedan detrás de un  ala cuando ésta genera sustentación. Un vórtice de punta de ala se mueve desde la punta de cada ala.  Los vórtices de punta de ala se denominan a veces vórtices de arrastre o vórtices inducidos por la sustentación porque también se producen en puntos distintos de las puntas de ala. De hecho, la vorticidad se arrastra en cualquier punto del ala en el que la sustentación varía en función de la envergadura (un hecho descrito y cuantificado por la teoría de la línea de sustentación de Prandtl); finalmente, se enrolla en grandes vórtices cerca de la punta del ala, en el borde del dispositivo hipersustentador o flaps o en otros cambios bruscos en forma del ala.
Los vórtices en las puntas de las alas están asociados con la resistencia inducida, la impartición de flujo descendente, y son una consecuencia fundamental de la generación de sustentación tridimensional. La selección cuidadosa de la geometría del ala (en particular, la envergadura), así como de las condiciones de crucero, son métodos de diseño y operación para minimizar la resistencia inducida.
Los vórtices en las puntas de las alas forman el componente principal de la turbulencia de la estela. Dependiendo de la humedad atmosférica ambiental, así como de la geometría y la carga alar de la aeronave, el agua puede condensarse o congelarse en el núcleo de los vórtices, haciendo que éstos sean visibles.

## Galería

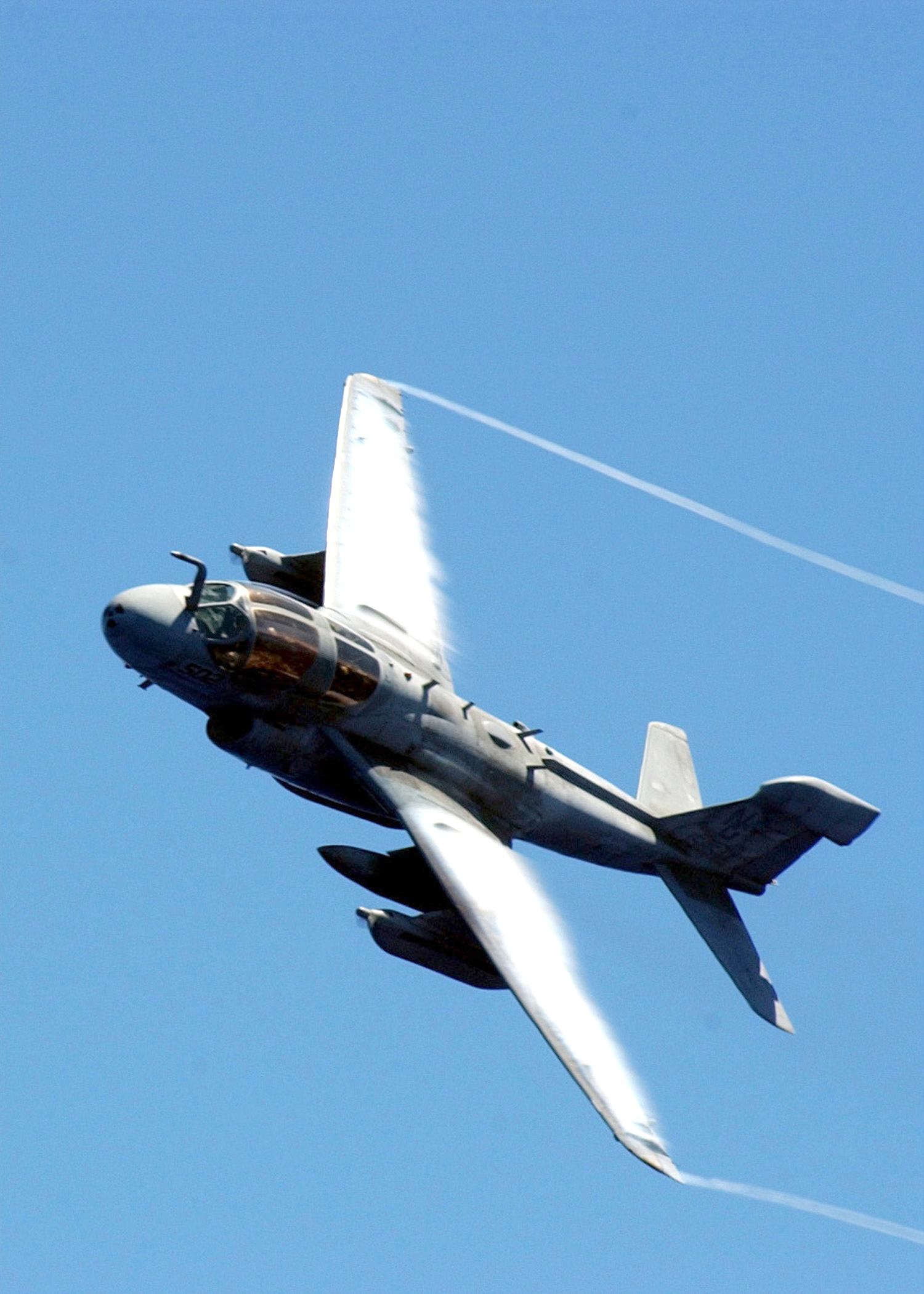
Un EA-6 Prowler con condensación en los núcleos de los vórtices de sus alas y también en la parte superior de las mismas.
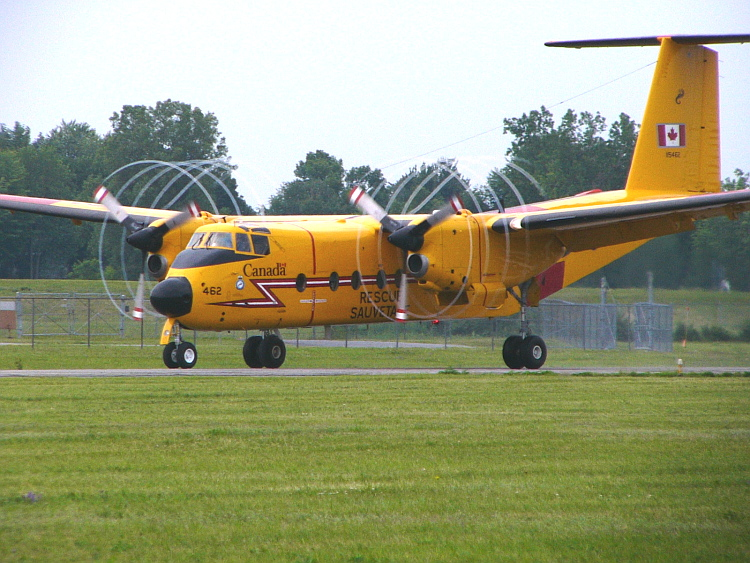
Se pueden formar vórtices en los extremos de las palas de las hélices, como se ve en este DHC-5 Buffalo..
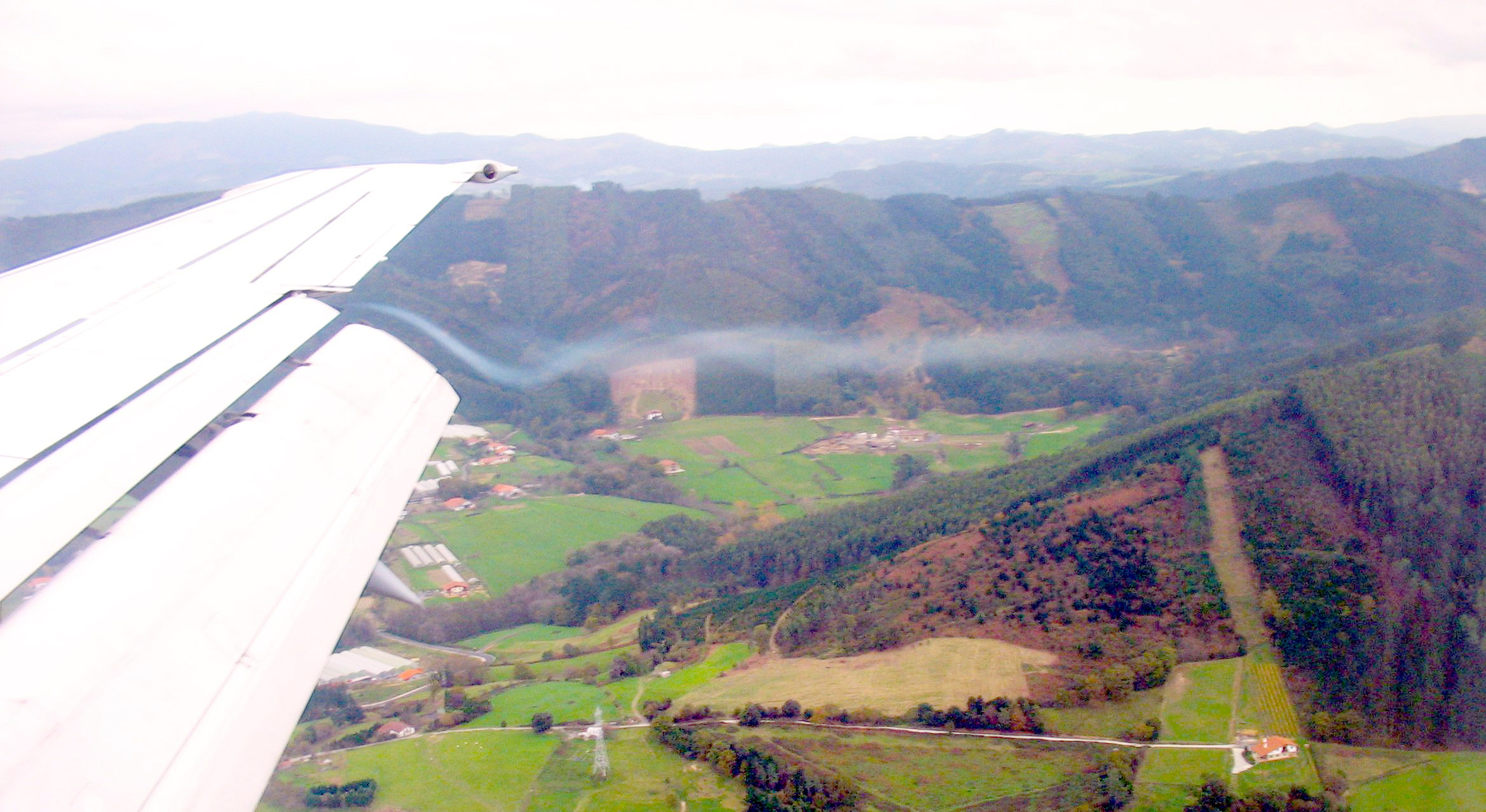
El núcleo del vórtice que sale de la punta del flap de un avión comercial con el flap de aterrizaje extendido.
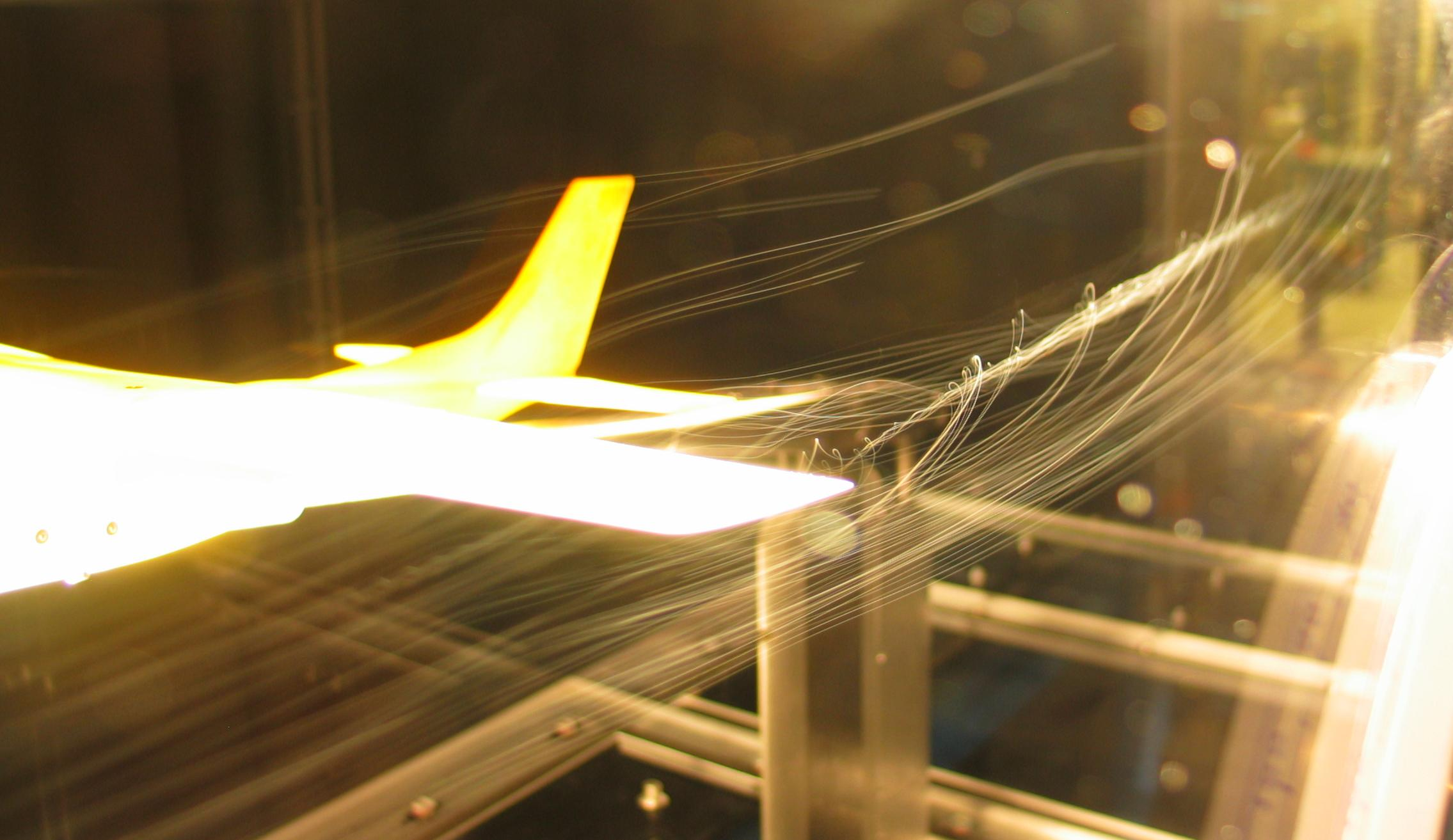
Vórtices en las puntas de las alas de un modelo de túnel de viento Cessna 182.
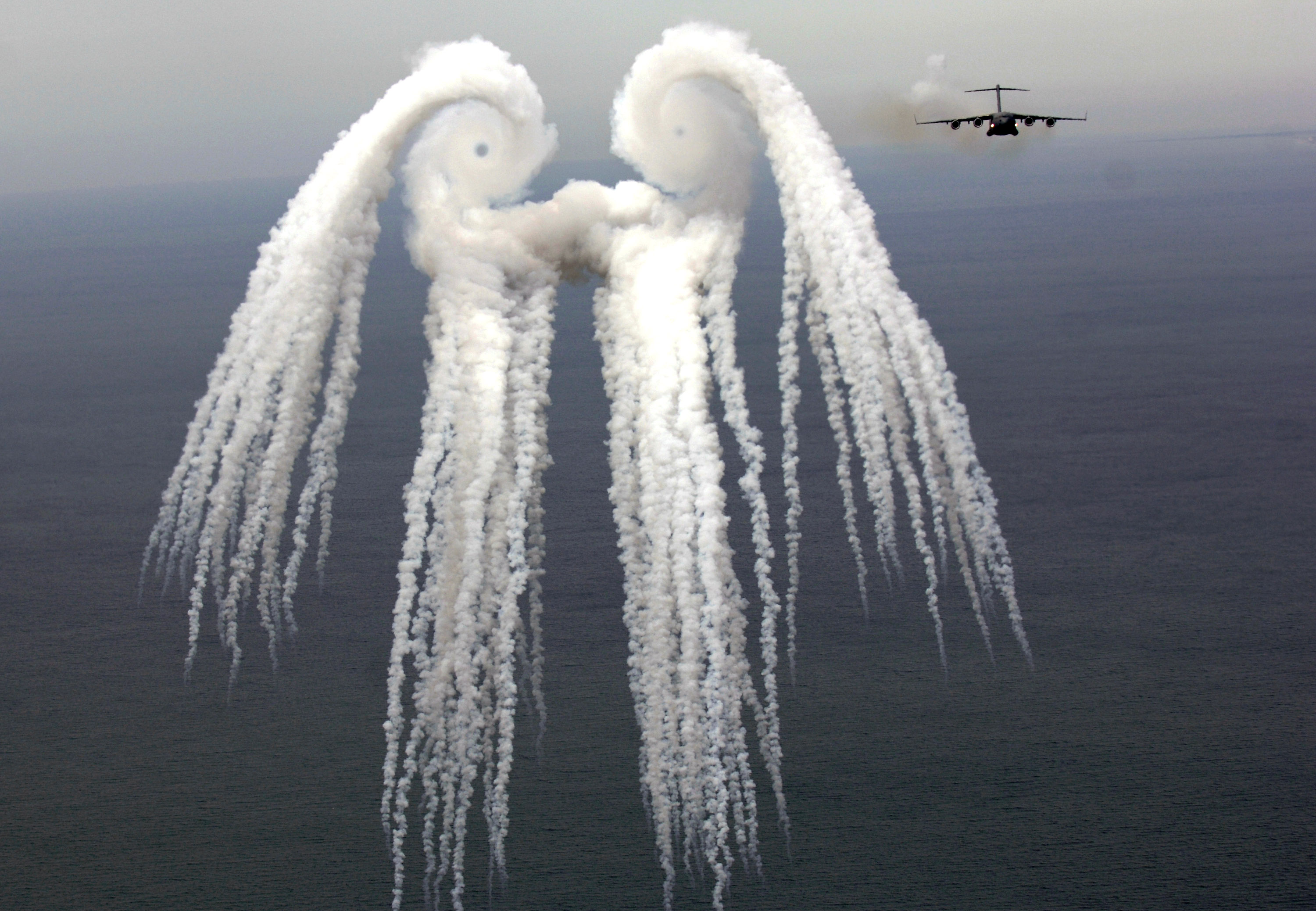
Vórtices en las puntas de las alas mostrados en el humo de flare que deja un C-17 Globemaster III.  También se conocen como ángeles de humo.
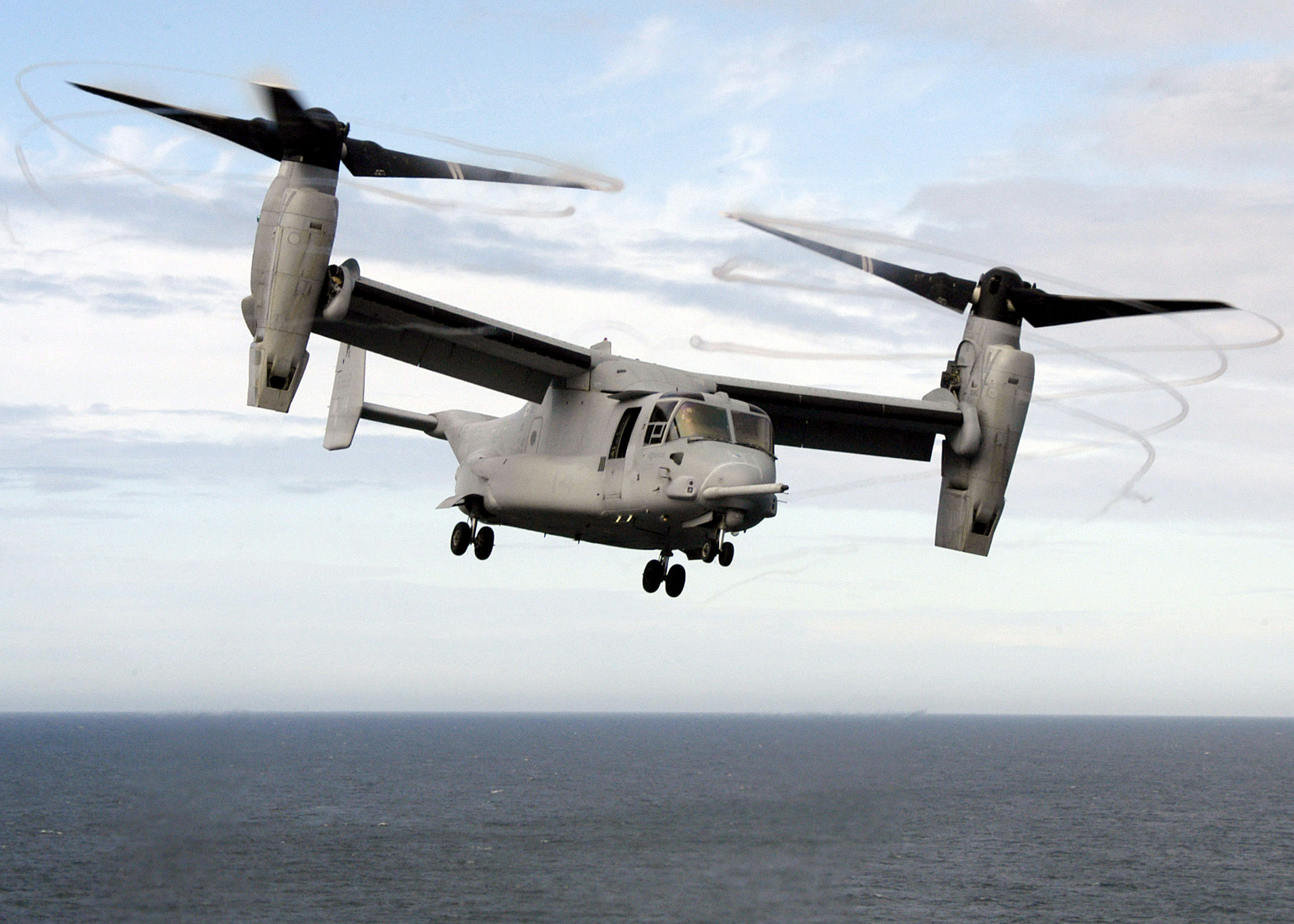
El MV-22 Osprey tiltrotor tiene una alta carga de disco, produciendo vórtices visibles en la punta de las palas.
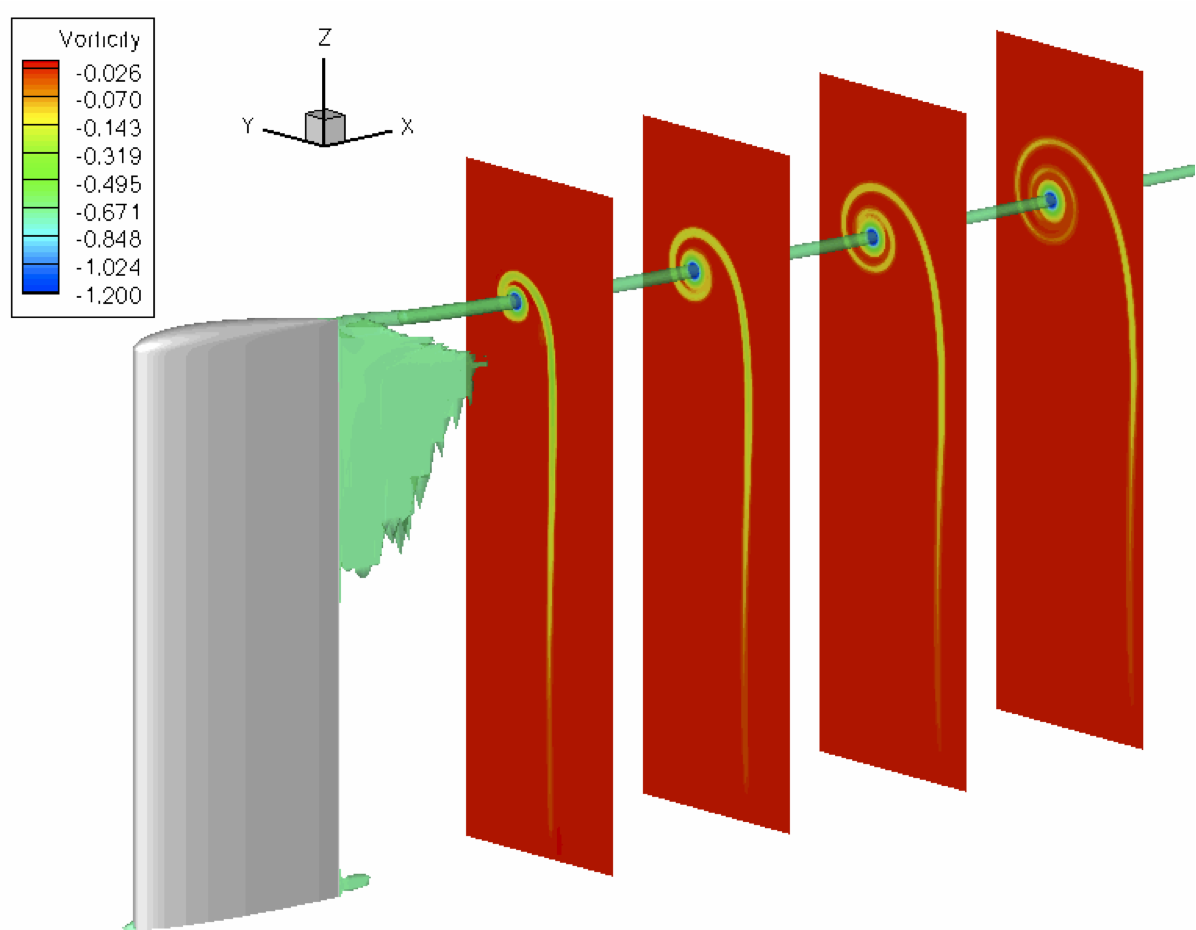
Cálculo de Euler de un vórtice de punta estable. Los colores del contorno y la isosuperficie revelan la vorticidad.
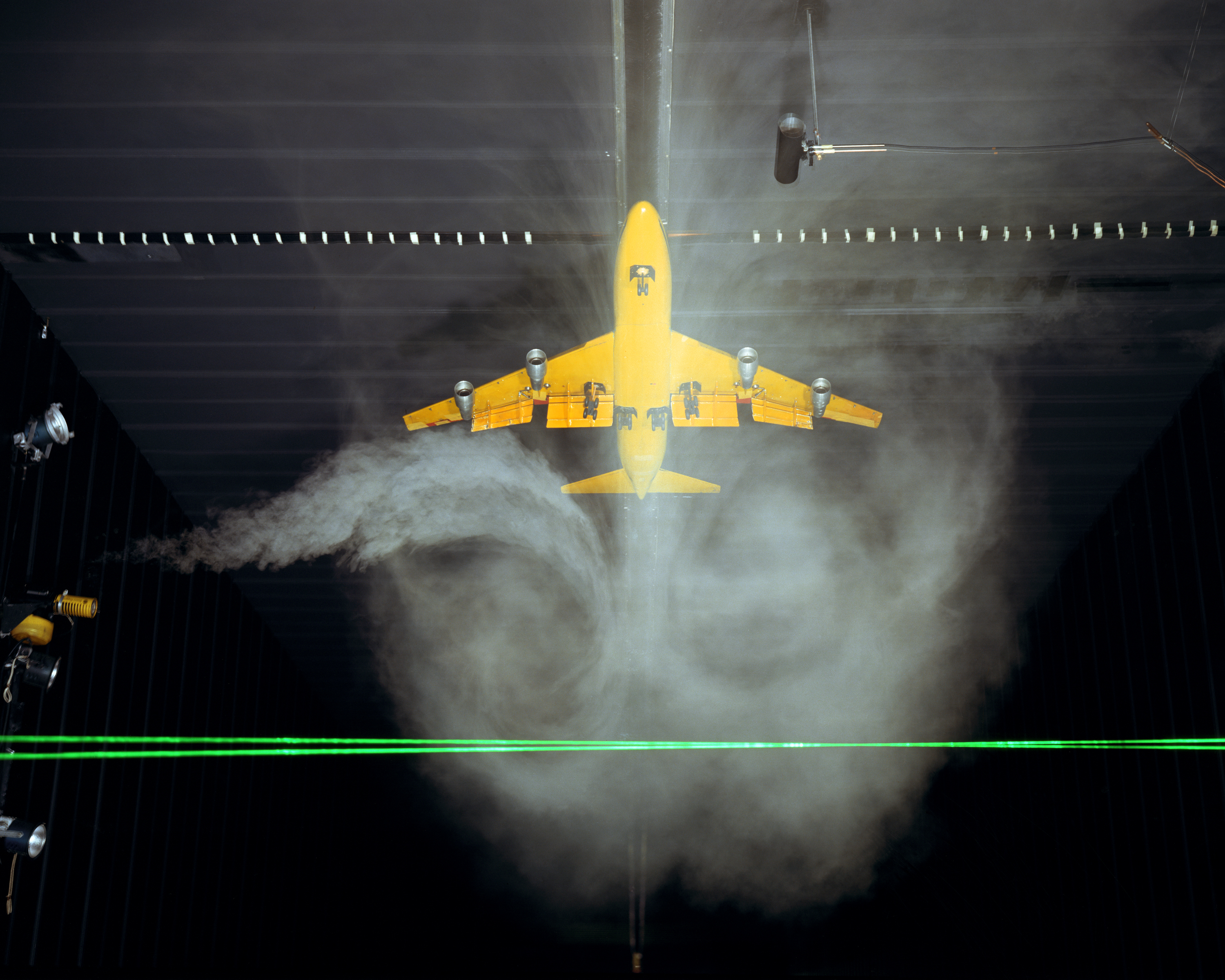
Un modelo de Boeing 747 acaba de atravesar una lámina de humo estacionaria, que muestra sus vórtices de arrastre, en la Instalación de Vórtices del Langley Research Center.